# Rapsodie voor pianokwartet
Rapsodie voor pianokwartet is een compositie van William Alwyn. Hij voltooide het in maart 1939. Alwyn begon rond 1926 met componeren, maar speelde ook nog dwarsfluit in het London Symphony Orchestra. Rond 1935 verwees hij bijna alles wat hij tot dan toe had geschreven naar de bureaula om uitvoeringen tegen te gaan (een viool- en een pianoconcert sneuvelden daarbij, maar werden later weer vrijgegeven). Hij begon opnieuw, nu eerst met filmmuziek. Zijn eerste klassieke werk na zijn “wederopstanding" was deze rapsodie. Het is een eendelig werkje van 10 minuten, dat vrij modern met veel ritme begint, maar snel teruggrijpt op de klassieke structuur van herhaling van thema’s en lyrische passages. Alwyn was geen man van grote gebaren, dus voor een werk van 1939 klinkt het vrij behoudend in vergelijking tot wat zich elders in de wereld afspeelde op het gebied van klassieke muziek.
Het werk is geschreven voor het London Piano Quartet, dat de eerste uitvoering gaf in de Duke’s Hall, de concertzaal van het Royal Academy of Music.

## Discografie
- Uitgave Chandos; Quartet of London met David Willison in een opname van maart 1985
- Uitgave Naxos: Bridge String Quartet met Andrew Ball in een opname van augustus 2006